# 剥蚀作用
剥蚀作用是指岩石在风化、流水、风、波浪和海流等外力作用下，裸露在空气中的岩石碎屑从岩石上剥离下来的过程。剥蚀作用不断改变着岩石的面貌。